# Dariganga (Sükhbaatar)
Le sum de Dariganga (mongol : ᠳᠠᠷᠢᠭᠠᠩᠭ᠋᠎ᠠ
ᠰᠤᠮᠤ, cyrillique : Дарьганга сум, MNS : Dariganga sum) est situé dans l'aïmag (ligue) de Sükhbaatar, en Mongolie. Sa population était de 2 853 habitants en 2009.